# Lasianthus glaber
Lasianthus glaber är en måreväxtart som beskrevs av Henry Nicholas Ridley. Lasianthus glaber ingår i släktet Lasianthus och familjen måreväxter. Inga underarter finns listade i Catalogue of Life.